# Trona Railway
| Strecke in der Nähe von Trona |                      |                        |                        |
| |                      |                        |                        |
| Streckenlänge: | 49,165 km            |                        |                        |
| Spurweite: | 1435 mm (Normalspur) |                        |                        |
| |                      |                        |                        |
| \| \| \| SP-Strecke von Mojave \| \| \| \| Searles \| \| \| \| SP-Strecke nach Owenyo \| \| \| \| Garden City \| \| \| \| Spranger \| \| \| \| Navy Siding \| \| \| \| Pinnacle \| \| \| \| Oxy Yard \| \| \| \| Magnesia \| \| \| \| Westend \| \| \| \| South Trona \| \| \| \| Borosolvay \| \| \| \| Argus \| \| \| \| Trona \| |                      |                        |                        |
| Strecke |                      | SP-Strecke von Mojave  | SP-Strecke von Mojave  |
| Blockstelle |                      | Searles                | Searles                |
| Abzweig geradeaus und nach links |                      | SP-Strecke nach Owenyo | SP-Strecke nach Owenyo |
| Blockstelle |                      | Garden City            | Garden City            |
| ehemaliger Bahnhof |                      | Spranger               | Spranger               |
| Blockstelle |                      | Navy Siding            | Navy Siding            |
| ehemaliger Bahnhof |                      | Pinnacle               | Pinnacle               |
| Blockstelle |                      | Oxy Yard               | Oxy Yard               |
| ehemaliger Bahnhof |                      | Magnesia               | Magnesia               |
| Blockstelle |                      | Westend                | Westend                |
| ehemaliger Bahnhof |                      | South Trona            | South Trona            |
| ehemaliger Bahnhof |                      | Borosolvay             | Borosolvay             |
| Blockstelle |                      | Argus                  | Argus                  |
| ehemaliger Betriebs-/Güterbahnhof Streckenende |                      | Trona                  | Trona                  |

Die Trona Railway (TRC) ist eine amerikanische Shortline-Eisenbahngesellschaft im Osten Kaliforniens in der Mojave-Wüste. Sitz des Unternehmens ist Trona.
Wichtigste Transportgüter sind Schwefelsäure, Natriumcarbonat, Kalisalz, Natriumsulfat, Borax, Kohle und weitere Mineralien. Dazu kommen Transporte für den Militärstützpunkt Naval Air Weapons Station China Lake.

## Geschichte
Die Gesellschaft wurde am 12. März 1913 durch die Minengesellschaft American Trona Corporation gegründet, um eine Bahnstrecke von Searles, an der Southern Pacific-Strecke Mojave–Owenyo (Jawbone Branch), nach Trona zu bauen. Die Arbeiten begannen am 22. September 1913. Die 49,165 Kilometer lange Verbindung wurde am 6. September 1914 in Betrieb genommen.
Die Strecke war von Anfang an zum Abtransport der Bodenschätze gedacht. Um die Strecke wirtschaftlich und langfristig betreiben zu können, legte man Wert auf einen guten Oberbau. So wurde versucht die Steigungen gering und die Kurven weit zu halten. Die Strecke verläuft von Searles nach Trona in einem beständigen Gefälle.
Der Personenverkehr erfolgte anfänglich mit einem Flachwagen auf dem Sitze befestigt waren. Später nutzte man einen Personenwagen aus Stahl. Für den Transport von Schülern aus Borosolvay, Burnham und Westend nutzte man ab 1935 einen Benzol-Triebwagen der Skagit Steel & Iron Works. Der Personenverkehr wurde 1937 eingestellt, der Schülertransport 1941. Der Triebwagen wurde anschließend an die California Western Railroad weiterverkauft.
Zur wirtschaftlichen Nutzung vereinbarte die Trona Railway mit der Southern Pacific Railroad in den 1980er Jahren, dass die Züge der SP bis Trona durchliefen und in Searles nur das Personal gewechselt wurde.
Die Trona Railway war seit ihrer Errichtung stets im Besitz der in Trona tätigen Minengesellschaft die ab 1926 American Potash & Chemical Corporation hieß und 1969 in Kerr-McGee Chemical Corporation umbenannt wurde. 1990 erwarb die North American Chemical Company den Betrieb in Trona sowie die Bahngesellschaft. 1998 erfolgte der Erwerb durch die IMC Global Corporation. 2004 wurden die Betriebe in Searles Valley und die Eisenbahn in ein separates Unternehmen Searles Valley Minerals Inc. ausgegliedert, welches 2007 vom indischen Industriekonzern Nirma Limited übernommen wurde.
Am Streckenpunkt Magnesia wurden von 1924 bis 1926 Güter von der  Epsom Salts Monorail umgeladen.

## Schienenfahrzeuge

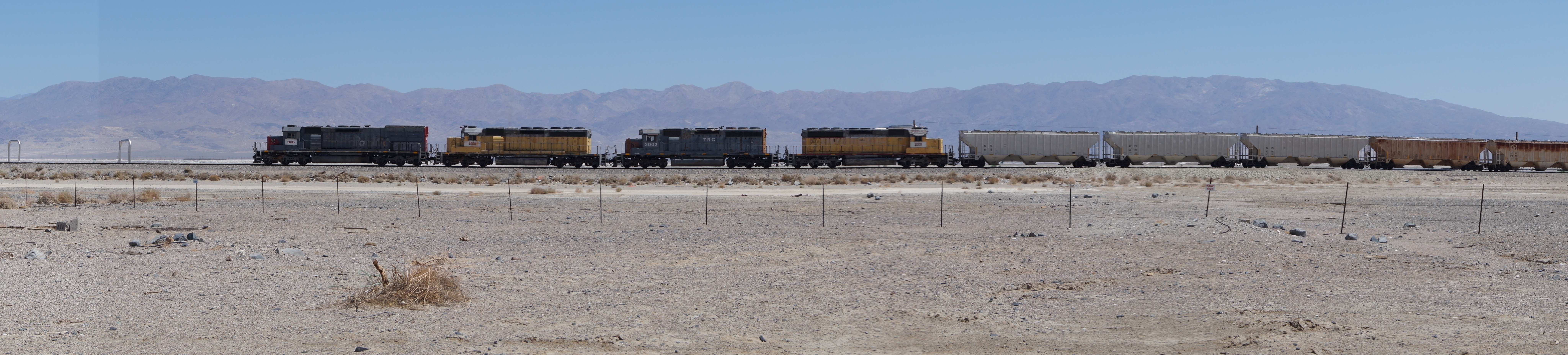
Vier Diesellokomotiven der Trona Railway, 2017

Die Trona Railway hatte 2006 eine EMD SW1200, zwei EMD SD40-2R, 3 EMD SD40T-2 und vier EMD SD40-2 im Einsatz.
Während des Baues nutzte man zwei von der Southern Pacific gepachtete Dampflokomotiven der Bauart 2’C. Mit der Eröffnung der Strecke verfügte man über zwei neu von Baldwin gebaute 1’D-Lokomotiven, die weitgehend der Klasse C-9 der Southern Pacific entsprachen. Auf Grund des gestiegenen Verkehrs erwarb die Gesellschaft 1937 eine gebrauchte 1’D1’-Lokomotive, die ursprünglich von der Los Angeles and Salt Lake Railroad beschafft wurde.
Diesellokomotiven wurden ab 1949 eingesetzt. Dazu erwarb die Gesellschaft zwei neue Baldwin DT-6-6-20 (Nr. 50 und 51), 1954 folgte eine Baldwin AS-616 (Nr. 52) der 1960 und 1986 zwei weitere gebrauchte dieses Typs (Nr. 53 und 54) folgten. Später nutzte man noch eine GE 80-ton als Rangierlokomotive.
Nr. 50 und 51 wurden 1973 verkauft, die übrigen Baldwin-Lokomotiven wurden 1992 durch sechs von der erworbenen Atchison, Topeka and Santa Fe Railway EMD SD45-2 ersetzt.